# Josué 8
Josué 6 es el sexto capítulo del Libro de Josué en la Biblia hebrea o en el Antiguo Testamento de la Biblia cristiana. Según la tradición judía, el libro se atribuyó a Josué, con añadidos de los sumos sacerdotes Eleazar y Fineas, pero los eruditos modernos la consideran parte de la Tradición deuteronómica, que abarca desde el libros del Deuteronomio hasta 2 Reyes, atribuida a escritores nacionalistas y devotos de Yahvé durante la época del rey reformador de Judea Josías en el siglo VII a. C.. Este capítulo se centra en la conquista de Ai bajo el liderazgo de Josué y la renovación de la alianza en los montes Ebal y Gerizim, una parte de una sección que comprende Josué 5:13-12:24 sobre la conquista de Canaán.

## Texto
Este capítulo fue escrito originalmente en hebreo. Está dividido en 35 Versículos.

### Testigos textuales
Algunos de los primeros manuscritos que contienen el texto de este capítulo en hebreo pertenecen a la tradición del Texto Masorético, que incluye el Códice de El Cairo (895), el Códice de Alepo (siglo X) y el Códice Leningradensis (1008). Fragmentos que contienen partes de este capítulo en hebreo fueron encontrados entre los Rollos del Mar Muerto incluyendo 4Q47 (4QJosha; 200-100 AEC) con los versículos 3-14, 18, también 34-35 (antes de 5:1). 
.
Los manuscritos antiguos existentes de una traducción al griego koiné conocida como la Septuaginta (originalmente se hizo en los últimos siglos AEC) incluyen el Codex Vaticanus ('B; {\displaystyle {\mathfrak {G}}}B; siglo IV) y Codex Alexandrinus (A; {\displaystyle {\mathfrak {G}}}A; siglo V). . Fragmentos de la Septuaginta El texto griego que contiene este capítulo se encuentra en manuscritos como Washington Manuscript I (siglo V d.C.), y una versión reducida del texto de la Septuaginta se encuentra en el Rollo de Josué ilustrado.

## Análisis
La narración de la conquista de la tierra de Canaán por los israelitas comprende los Versículos 5:13 a 12:24 del Libro de Josué y tiene el siguiente esquema:
A. Jericó (5:13-6:27)
B. Acán y Ai (7:1-8:29)
1. El pecado de Acán (7:1-26)
a. Introducción narrativa (7:1)
b. La derrota en Ai (7:2-5)
c. La oración de Josué (7:6-9)
d. Proceso para identificar a los culpables (7:10-15)
e. La captura de Acán (7:16-21)
f. Ejecución de Acán y su familia (7:22-26)
2. La captura de Ai (8:1-29)
a. Introducción narrativa (8:1-2)
b. El plan de Dios para capturar la ciudad (8:3-9)
c. Ejecución del plan de Dios (8:10-13)
d. El éxito de la emboscada (8:14-23)
e. La destrucción de Ai (8:24-29)
C. Renovación en el monte Ebal (8:30-35)
1. Construcción del altar (8:30-31)
2. Copia de la Torá (8:32-33)
3. Lectura de la Torá (8:34-35)
D. El Engaño Gabaonita (9:1-27)
E. La Campaña en el Sur (10:1-43)
F. La Campaña en el Norte y Lista Resumida de Reyes (11:1-12:24)
La narración de Josué 7-8 combina la historia de la ofensa de Acán contra las 'cosas consagradas', y el informe de la batalla concerniente a Ai, ya que los dos temas están vinculados.
La primera parte de este capítulo referente a la batalla contra Ai tiene la siguiente estructura:

1. YHWH anima a Josué y le ordena tomar Ai por emboscada (8:1-2)
2. Josué organiza a Israel para la batalla como lo ordenó YHWH (8:3-13)
3. Israel lleva a cabo la táctica de YHWH (8:14-17)
4. YHWH dirige a Israel hacia la victoria a través de Josué (8:18-23)
5. El informe de la victoria (8:24-29)
La segunda parte (8:30-35) es un interludio para el culto divino antes de las próximas campañas militares, que tiene lugar en dos montañas, con un altar, sacrificios, una copia de la Torá y el pronunciamiento de las bendiciones y maldiciones de Dios.

## Caída de Ai (8:1-29)
Resuelto el problema de Josué 7, Dios está de nuevo con su pueblo en la conquista de la tierra, por lo que Ai, como antes Jericó, caerá ante los israelitas (Versículo 2). La narración contiene detalles militares y topográficos, ya que YHWH toma el mando en la toma de Ai (versículos 1-2), en contraste con el intento anterior, en el que Josué tomó el mando. A diferencia de Jericó, el pueblo de Israel puede tomar botín después de conquistar Ai. Utilizando la estratagema de la huida fingida (cf. Jueces 20:36-38), simulando la primera derrota (versículo 6, cf. 7:4-5), los israelitas engañaron a los hombres de Ai para que dejaran la ciudad sin defensa, de modo que una segunda unidad del ejército israelita pudiera entrar por el oeste (dirección opuesta a un enfrentamiento directo) y conquistar la ciudad, luego salieron a acorralar a los hombres de Ai desde dos flancos y los mataron a todos. Se establecen dos monumentos conmemorativos de la victoria contra Ai: los montones de ceniza de la ciudad quemada; y un montón de piedras para el rey muerto de Ai (Versículos 28-29).
El informe relacionado con el envío de la unidad para la emboscada consta de dos versiones (una en los versículos 3-9 y otra en los versículos 10-13) que se conservan ambas seguidas, comenzando y cerrando con frases similares («Josué se levantó» en los versículos 3 y 10; «Josué... aquella noche... en medio» en los versículos 9 y 13).

### Versículo 28
Entonces Josué quemó Ai y la convirtió en un montón para siempre, una desolación hasta el día de hoy.
- «Un montón para siempre»: es decir, «montículo permanente» o «montículo permanentemente deshabitado».[25]

#### Comentarios a los versículos 1-29
La conquista de la ciudad de Ay se presenta como una acción que refleja la entrega de Dios a su pueblo. Tras el fracaso inicial debido a la falta de obediencia de Acán, el Señor permite a los israelitas tomar posesión de Ay. A diferencia de Jericó, donde hubo intervención divina extraordinaria, esta victoria se logra mediante una estrategia ideada por Josué. Un detalle significativo del relato muestra la continuidad entre Josué y Moisés: al igual que Moisés levantó sus brazos con el bastón durante la batalla contra los amalecitas para asegurar la victoria (Éx 17,11-13), Josué mantuvo su lanza alzada hacia Ay como señal para los emboscados y no la bajó hasta que la ciudad fue completamente destruida. Esta narrativa explica el origen del nombre "Ay", que en hebreo significa "ruina" o "escombros", refiriéndose a los restos de la ciudad abandonada que las generaciones posteriores encontraron en Canaán.

## La renovación del pacto en el monte Ebal (8:30-35)

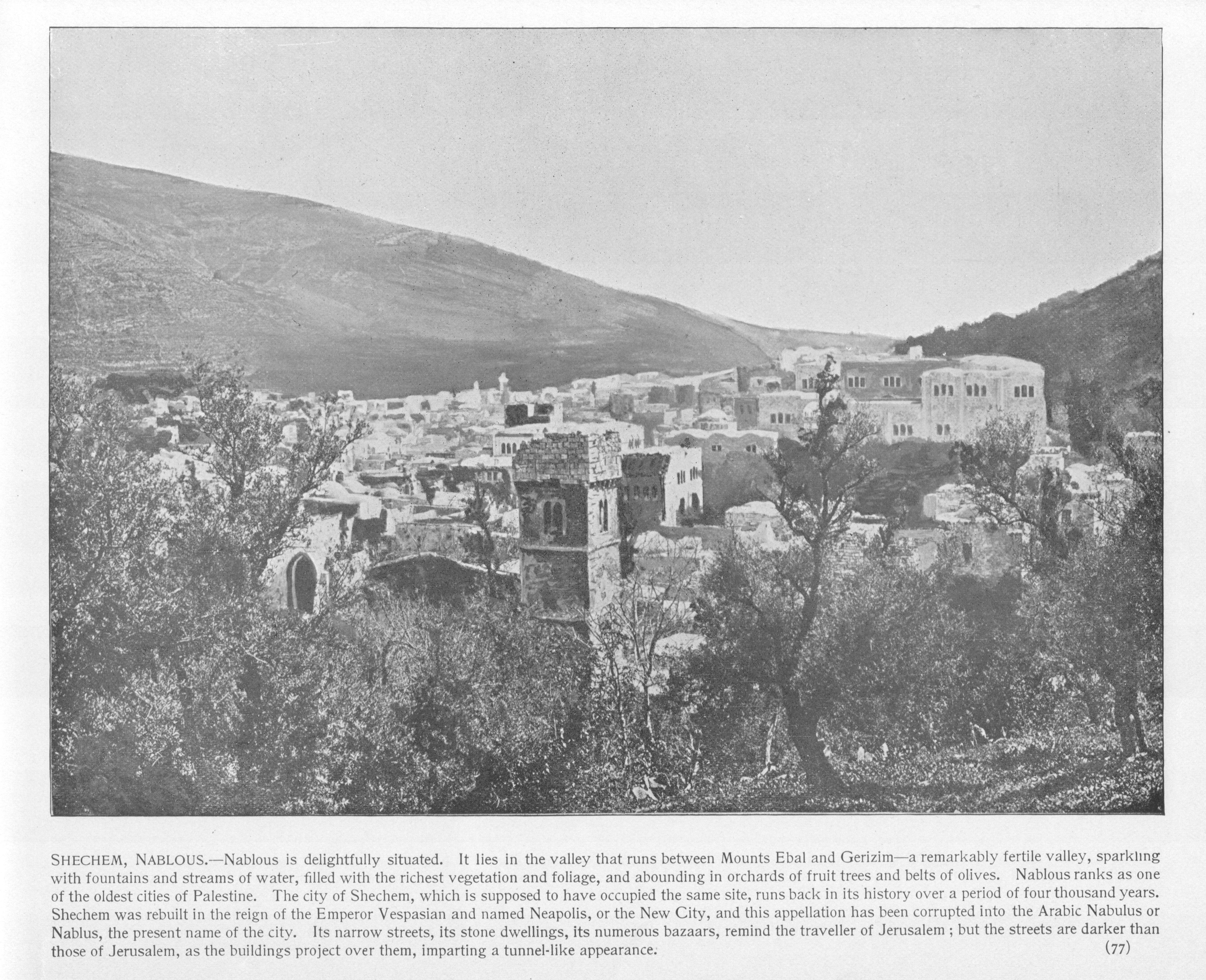
Monte Ebal (norte) y Gerizim (sur) con la ciudad de Siquem (ahora: Nablus) en el centro, fotografiada por Daniel B. Shepp. 1894.

La toma de Ai (y la derrota implícita de Betel también) marca un punto importante en la conquista, que la ceremonia se informó aquí podría llevarse a cabo siguiendo la instrucción en el Libro del Deuteronomio, que «en el día en que cruzar el Jordán», el pueblo debe establecer grandes piedras en el Monte Ebal, cubrirlos con yeso, y escribir «todas las palabras de esta ley» en ellos, a continuación, para erigir un altar para el sacrificio (Deuteronomio 27 : 2-8), y reafirmar solemnemente el pacto con Dios (Deuteronomio 27:11-26).  La ceremonia en los montes Ebal y Gerizim, cerca de la antigua Siquem, hizo que el 'libro de la ley', primero sólo para el propio Josué mientras guiaba a Israel hacia la tierra (Josué 1:7-8), se convirtiera en la regla para todo el pueblo de Israel, lo que llevaría a otra ceremonia de renovación del pacto en Siquem al final del libro (Josué 24).

### Versículos 30-31
30 Entonces Josué edificó un altar al Señor, Dios de Israel, en el monte Ebal, 31 como Moisés, siervo del Señor, había ordenado a los hijos de Israel. Como está escrito en el Libro de la Ley de Moisés, era «un altar de piedras sin labrar, no labradas con herramientas de hierro». En él sacrificaban holocaustos al Señor, así como ofrendas de paz.
- «Piedras sin cortar»: es decir, «piedras enteras» en su estado natural, no talladas ni moldeadas artificialmente con herramientas de hierro («hierro esgrimido»).[29]

#### Comentario a los versículs 30-35
La continuidad entre Moisés y Josué se destaca nuevamente en otros aspectos significativos. Al igual que Moisés, tras la victoria contra Amalec, mandó escribir los acontecimientos y levantó un altar (Éx 17,14-16), Josué, después de la conquista de Ay, también edifica un altar y realiza una copia escrita de la Ley. Este acto se sitúa en el corazón de la narrativa del libro, entre las primeras conquistas de los israelitas en Canaán y el relato de la ocupación completa de la tierra prometida. Aquí se subraya la fidelidad de Israel hacia Dios. Primero, se construye un altar donde se ofrecen holocaustos y sacrificios de comunión. Luego, se escribe y se proclama la Ley ante todo el pueblo, cumpliendo las instrucciones previas de Moisés antes de entrar en la tierra prometida (Dt 11,29; 27,1-8). El mensaje es claro: Josué y su generación obedecieron fielmente la Ley dada por Dios a través de Moisés. Por esta razón, recibieron el favor divino, incluido el don de la tierra prometida. Sin embargo, el relato anticipa una advertencia: cuando los israelitas, tiempo después, sean expulsados de esa tierra y llevados al exilio en Babilonia, no tendrán razones para culpar a Dios. Este pasaje refuerza una verdad fundamental: Dios siempre permanece fiel, pero espera de su pueblo obediencia y lealtad a sus mandatos.

## Arqueología
.

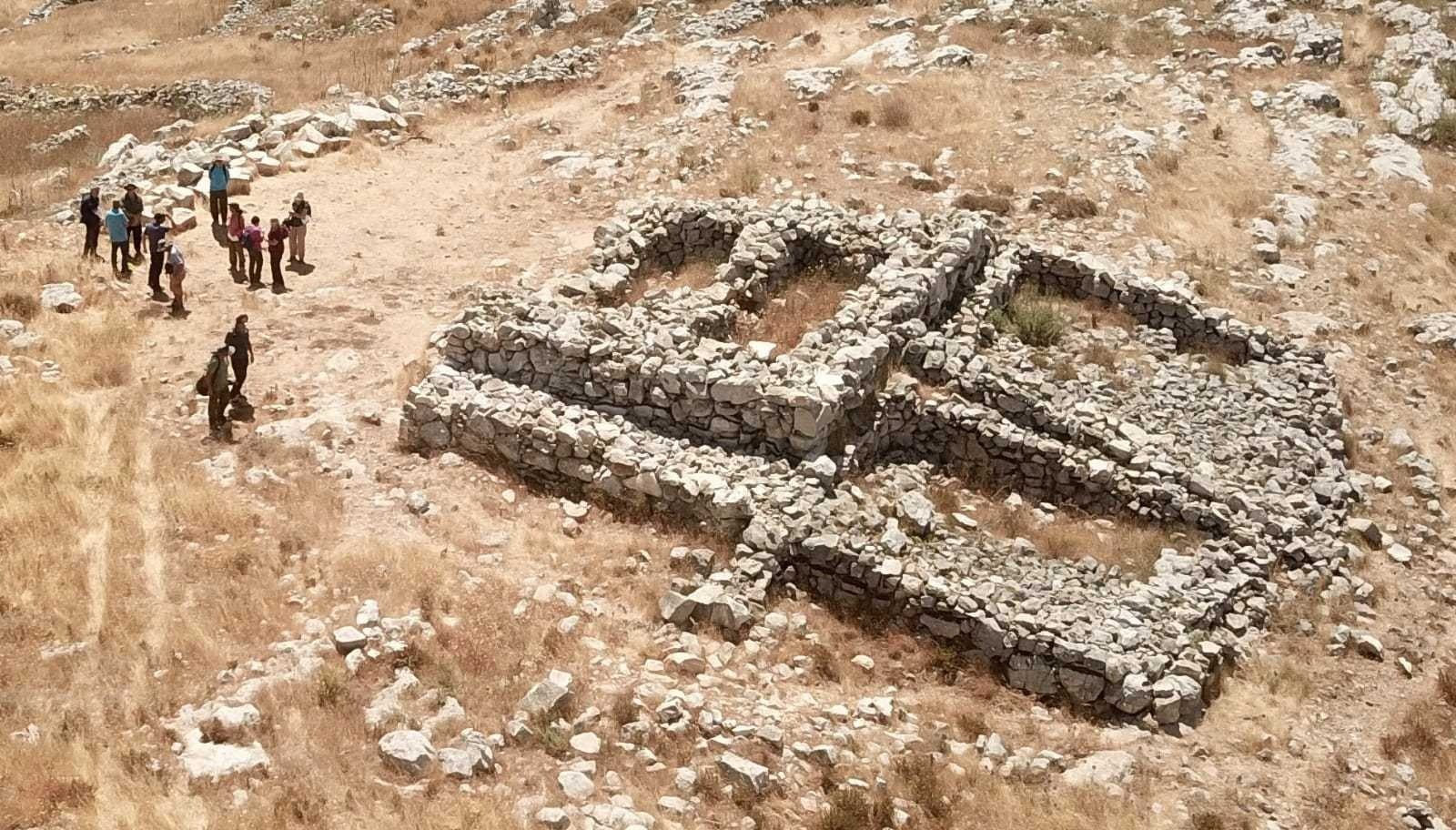
Antiguo altar en el Monte Ebal

Los trabajos arqueológicos realizados en la década de 1930 en el lugar de Et-Tell o Khirbet Haijah demostraron que la ciudad de Ai, uno de los primeros objetivos de conquista en el relato putativo de Josué, había existido y había sido destruida, pero en el siglo XXII a. C. Se han propuesto algunos emplazamientos alternativos para Ai, como Khirbet el-Maqatir o Khirbet Nisya, que resolverían parcialmente la discrepancia en las fechas, pero estos emplazamientos no han sido ampliamente aceptados.